# Malin Arvidsson
Malin Kristina Edla Sofia Göstasdotter Veralice Mases Arvidsson, tidigare Malin Kristina Arvidsson, född 19 februari 1978 i El Salvador, är en svensk skådespelare och dansare, känd som Malin Arvidsson eller Malin Mases Arvidsson.

## Biografi
Malin Arvidsson adopterades från El Salvador. Hon är dotter till författaren Gösta Arvidsson och sondotter till skribenten och porslinskonstnären Edla Sofia Arvidsson.
Arvidsson utexaminerades från Teaterhögskolan i Göteborg år 2006, men är även utbildad musikalartist på Balettakademien i Göteborg och har tidigare arbetat som dansare under många år. Efter Teaterhögskolan följde engagemang hos Stockholms Stadsteater, Kungliga Dramatiska Teatern, Teater Martin Mutter samt film- och TV-produktioner.
Bland teaterroller kan nämnas B i uruppsättningen av Lars Noréns Om kärlek på Dramaten 2010, Masja i Måsen av Tjechov på Vaxholms Sommarteater 2007, städerskan i Jösses flickor – Återkomsten av Malin Axelsson, Suzanne Osten och Margareta Garpe på Stockholms Stadsteater 2006 och Abra i uruppsättningen av Love och Cirkusfåglarna av Nina Wester för Dramaten 2009.
Sin första större TV-roll gjorde Arvidsson 2009 i Sveriges Televisions dramaserie 183 dagar, där hon spelade Laura. Sedan följde fler stora roller, såsom i Görel Cronas regidebut Tysta leken från 2011, där hon gjorde rollen som Antonia. Hon har även spelat Kerstin Holm i filmerna baserade på Arne Dahls bästsäljande böcker om A-gruppen.

## Filmografi
- 2004 – Baksmälla (kortfilm)
- 2004 – Blåljus (kortfilm)
- 2005 – Mun mot mun
- 2009 – 183 dagar (TV-serie)
- 2009 – Psalm 21
- 2010 – Ett tyst barn (kortfilm)
- 2011 – Tysta leken
- 2011 – Arne Dahl: Misterioso
- 2012 – Arne Dahl: Ont blod
- 2012 – Arne Dahl: Upp till toppen av berget
- 2012 – Arne Dahl: Europa Blues
- 2012 – Arne Dahl: De största vatten
- 2014 – Micke & Veronica
- 2015 – Arne Dahl: En midsommarnattsdröm[7]
- 2015 – Arne Dahl: Dödsmässa
- 2015 – Arne Dahl: Mörkertal
- 2015 – Arne Dahl: Efterskalv
- 2015 – Arne Dahl: Himmelsöga
- 2016 – Finaste familjen, TV4
- 2016 – Zon 261
- 2016 – Vitt skräp
- 2016 - Syrror (TV-serie, gästroll).
- 2017 – Alex (TV-serie)
- 2020 – Gåsmamman (TV-serie)

## Teater

### Roller (ej komplett)
| År   | Roll                  | Produktion                                                                     | Regi                  | Teater                                                |
| ---- | --------------------- | ------------------------------------------------------------------------------ | --------------------- | ----------------------------------------------------- |
| 2001 |                       | Pippi Långstrump Astrid Lindgren                                               | Bobo Lundén           | Junibacken                                            |
| 2002 |                       | Två ungherrar i Verona William Shakespeare                                     | Peter Bark            | Steninge slott                                        |
| 2004 |                       | Mycket väsen för ingenting William Shakespeare                                 | Thomas Segerström     | Romateatern                                           |
| 2005 |                       | Flickan och skulden                                                            | Åsa Kalmér            | Stockholms Stadsteater                                |
| 2006 |                       | Jösses flickor – Återkomsten Margareta Garpe, Suzanne Osten och Malin Axelsson | Maria Löfgren         | Stockholms stadsteater                                |
| 2006 |                       | Garderoben                                                                     | Ulla Skoog            | Stockholms Stadsteater                                |
| 2006 |                       | Allra käraste syster Astrid Lindgren                                           | Jonna Nordenskiöld    | Stockholms Stadsteater                                |
| 2007 |                       | Pippi Långstrump Astrid Lindgren                                               | Jonna Nordenskiöld    | Stockholms Stadsteater                                |
| 2007 | Masja                 | Måsen Anton Tjechov                                                            | Ulf Pilov             | Sommarteater i Vaxholm                                |
| 2007 |                       | Lite Fantasi - en Povel Ramelmusikmosaik                                       | Therese Willstedt     | Stockholms Stadsteater                                |
| 2008 |                       | Drottningens juvelsmycke Carl Jonas Love Almqvist                              | Staffan Roos          | Dramaten                                              |
| 2009 |                       | Love och Cirkusfåglarna                                                        | Nina Wester           | Dramaten                                              |
| 2009 | Lisen Törnblom        | Final Victoria Benedictsson och Axel Lundegård                                 | Hilda Hellwig         | Dramaten                                              |
| 2009 |                       | Fröken Julie August Strindberg                                                 | Therese Willstedt     | Statens Scenekunstskole, Köpenhamn                    |
| 2010 | Kvinna B              | Om kärlek                                                                      | Sara Giese            | Dramaten                                              |
| 2010 |                       | Hantverkarna                                                                   | Gösta Ekman           | Dramaten                                              |
| 2012 |                       | Hedvig och Max-Olov                                                            | Mia Nilsson           | Teater Martin Mutter                                  |
| 2014 |                       | En midsommarnattsstorm                                                         | Marianne Sand         | Edsbergs Slottsteater                                 |
| 2015 |                       | Stressposition Av Jerker Beckman/Jesper Mases Berglund                         | Jesper Mases Berglund | Stockholms dramatiska högskola Stockholms stadsteater |
| 2015 | Överstelöjtnant Apell | En slavisk dans Staffan Göthe                                                  | Rikard Lekander       | Örebro Länsteater VästmanlandsTeatern                 |
| 2016 | Fredirike Trollman    | Boxaren Erik Norberg och Alexander Öberg                                       | Alexander Öberg       | Örebro länsteater                                     |
| 2016 | Fröken Julie          | Fröken Julie August Strindberg                                                 | Michael Riise         | Steninge slott                                        |
| 2017 | Hermione              | En vintersaga William Shakespeare                                              | Maria Åhberg          | Romateatern                                           |
| 2017 | Mildred               | Fahrenheit 451 Lucia Cajchanova efter en bok av Ray Bradbury                   | Dennis Sandin         | Uppsala stadsteater                                   |
| 2017 | Veder mf              | Bröderna Lejonhjärta Alexander Mørk-Eidem efter en bok av Astrid Lindgren      | Ronny Danielsson      | Uppsala stadsteater                                   |
| 2018 | Karin                 | Såsom i en spegel Ingmar Bergman                                               | Johan Knattrup Jensen | Regionteatern Blekinge Kronoberg                      |
| 2019 | Veder                 | Bröderna Lejonhjärta Astrid Lindgren                                           | Ronny Danielsson      | Uppsala stadsteater                                   |
| 2019 |                       | Melancholia Lars von Trier                                                     | Jesper Mases Berglund | Smålands Musik och Teater                             |
| 2020 |                       | Irakisk Kristus (رواية المسيح العراقي, Al Masih al-iraqi) Hassan Blasim        | Natalie Ringler       | Teater Galeasen                                       |